# Championnat du Costa Rica de football 1926
Navigation
Saison précédente Saison suivante
La Primera División 1926 est la sixième édition de la première division costaricienne.
Lors de ce tournoi, le CS La Libertad a conservé son titre de champion du Costa Rica face aux sept meilleurs clubs costariciens.
Chacun des huit clubs participant était confronté deux fois aux sept autres équipes.

## Les 8 clubs participants
| \| San José: Gimnástica Española CS La Libertad UD Moravia Independencia de Tibás CS Once Tigres LD Alajuelense CS Cartagines I San José CS Herediano \| Localisation des clubs engagés dans le championnat. |
| San José: Gimnástica Española CS La Libertad UD Moravia Independencia de Tibás CS Once Tigres LD Alajuelense CS Cartagines I San José CS Herediano                                                           |

| Club                   | Stade                        | Capacité          | Ville    |
| LD Alajuelense         | Stade inconnu                | Capacité inconnue | Alajuela |
| CS Cartagines          | Stade inconnu                | Capacité inconnue | Cartago  |
| Gimnástica Española    | Stade inconnu                | Capacité inconnue | San José |
| CS Herediano           | Stade inconnu                | Capacité inconnue | Heredia  |
| CS La Libertad         | Stade national du Costa Rica | 25 500            | San José |
| UD Moravia             | Stade inconnu                | Capacité inconnue | San José |
| Independencia de Tibás | Stade inconnu                | Capacité inconnue | San José |
| CS Once Tigres         | Stade inconnu                | Capacité inconnue | San José |

## Compétition
Les huit équipes affrontent à deux reprises les sept autres équipes selon un calendrier tiré aléatoirement. 
Le classement est établi sur l'ancien barème de points (victoire à 2 points, match nul à 1, défaite à 0).
Le départage final se fait selon les critères suivants :
- Le nombre de points.
- Un match de départage.

### Classement
| Rang | Équipe                 | Pts | J  | G  | N | P  | Bp | Bc | Diff |
| ---- | ---------------------- | --- | -- | -- | - | -- | -- | -- | ---- |
| 1    | CS La Libertad (T)     | 21  | 12 | 10 | 1 | 1  | 61 | 12 | +49  |
| 2    | LD Alajuelense         | 16  | 12 | 6  | 4 | 2  | 32 | 16 | +16  |
| 3    | CS Cartagines          | 16  | 12 | 7  | 2 | 3  | 30 | 18 | +12  |
| 4    | Gimnástica Española    | 13  | 12 | 6  | 1 | 5  | 22 | 38 | -16  |
| 5    | CS Once Tigres         | 9   | 12 | 4  | 1 | 7  | 25 | 42 | -17  |
| 6    | UD Moravia             | 7   | 12 | 3  | 1 | 8  | 12 | 46 | -34  |
| 7    | CS Herediano           | 2   | 12 | 1  | 0 | 11 | 7  | 17 | -10  |
| 8    | Independencia de Tibás | 0   | 0  | 0  | 0 | 0  | 0  | 0  | 0    |

| Légende : Abréviations | Légende : Abréviations |
| ---------------------- | ---------------------- |
|                        | (T) : Tenant du titre  |

## Bilan du tournoi
| Tableau d'Honneur |                |
| Compétition       | Vainqueur      |
| Primera División  | CS La Libertad |
| Copa Camel        | LD Alajuelense |